# Formiato de sodio
El formiato de sodio es la sal sódica del ácido fórmico y su fórmula es HCOONa. Se emplea en la industria química como una sustancia tampón. En la industria alimentaria es un conservante que se identifica con el código E 237.

## Usos
Además de su uso corriente como aditivo conservante añadido a algunos alimentos procesados de la industria alimentaria, se emplea igualmente en las operaciones de deshielo de los aeropuertos por ser un material altamente biodegradable.